# Phylloxiphia major
Phylloxiphia major är en fjärilsart som beskrevs av Rothschild och Jordan 1915. Phylloxiphia major ingår i släktet Phylloxiphia och familjen svärmare. Inga underarter finns listade i Catalogue of Life.